# Ove Thelin (borgmester)
 Der er flere personer med dette navn, se Ove Thelin.
Ove Thelin (født 13. april 1921, død 25. august 2005) var en dansk klejnsmed og politiker, der fra 1970 til 1986 var borgmester i Helsingør Kommune, valgt for Socialdemokratiet. Han efterfulgtes som borgmester af partifællen Knud Axelsen.
Thelin blev valgt til byrådet i Helsingør i 1962 og blev med det samme valgt til viceborgmester, en post han havde indtil han i 1970 blev valgt til borgmester over den sammenslåede storkommune.